# Люпко Петрович
Люпко Петрович (на сръбски: Љубомир Љупко Петровић) е сръбски футболист и треньор.

## Кариера
Юноша на НК Дарда Хърватия, играе като нападател. Дебютира за отбора на Осиек Хърватия през 1967 и остава в тима до 1979 като вкарва за тима над 149 гола. След това заминава в САЩ, където играе футбол на малки вратички за отборите на Бъфало Сталиънс САЩ от 1979 до 1981, на Канзас Сити Кометс САЩ от 1981 до 1982, на Финикс Инферно САЩ през 1982.
Започва работа като старши треньор на младежкия отбор на Осиек Хърватия от 1982 до 1984 г. През 1984 г. е помощник треньор на Еспаньол Испания, за да се завърне в Осиек Хърватия като старши треньор от 1984 до 1987 г. През 1987 г. поема националния отбор на Югославия до 18 години като печели първо място на Световното първенство до 18 години в Чили, а през 1988 г. е начело на националния отбор на Югославия до 21 години като стига до второ място на Европейското първенство до 21 години. Паралелно с това води тима на Спартак Суботица Сърбия от 1987 до 1988 г. като вкарва тима в първа дивизия. От 1988 до 1990 води тима на Войводина Нови Сад Сърбия като с тима е шампион на Югославия за сезон 1988/89.
През 1990 г. за кратко е на кормилото на Рад Сърбия, за да поеме „Цървена звезда“ Белград Сърбия през същата година. Остава там до 1991 г. като записва името си със златни букви в историята на тима като печели шампионска титла на Югославия за сезон 1990/91 и печели купата на европейските шампиони през сезон 1990/91. През 1991 г. поема Еспаньол Испания, през 1992 г. е начело на Пенярол Уругвай. Следват няколко години начело на гръцки тимове – ПАОК Солун през сезон 1992/93 и „Олимпиакос“ през 1993 г. В периода 1994 до 1996 г. се завръща начело на Цървена звезда Белград Сърбия като е шампион на Югославия през сезон 1994/95 и печели купата на Югославия през 1994/95 и 1995/96. През 1996 г. е на кормилото на ГАК Австрия, а по късно през годината поема отново Войводина Нови Сад Сърбия до 1997. Следва работа начело на Ал Ахли ОАЕ от 1998 до 1999 г.на Шанхай Шенхуа Китай от 1999 до 2000 г.
През 2000 г. е назначен за старши треньор на Левски София като остава до 2001 г. и печели шампионска титла на България през сезон 2000/01. През 2002 г. поема Гуан Пекин Китай като печели купата на китайската футболна асоциация през 2003 г. През сезон 2003/04 е начело на Литекс Ловеч като печели купата на България за сезон 2003/04. През 2004 г. за кратко се завръща начело на „Цървена звезда“ Белград Сърбия, след което от 2005 до 2007 отново е старши треньор на Литекс Ловеч. През 2008 г. за кратко е треньор на ОФК „Београд“ Сърбия, а след това е на кормилото на Кроация Сесвет Хърватия. През сезон 2008/09 за пореден път се завръща във Войводина Нови Сад Сърбия, след което поема Локомотив Загреб Хърватия от 2010 до 2011 г.
От 2011 до 2013 г. работи като наставник на „Тараз“ Казахстан като е обявен за треньор на година 2013 в Казахстан. През април 2014 г. е назначен за треньор на Сараево Босна и Херциговина, но поради политически причини води до напускане след един ден. През лятото на 2015 г. води отново Литекс Ловеч в три мача, но напуска през август поради семейни причини, за да се завърне отново през декември 2015 г., като остава отново за малко, след изхвърлянето на Литекс Ловеч от А група след изваждането на тима на мача с Левски София. От май 2016 до октомври 2016 г. е за втори път начело на Левски София. През 2017 г. води тима на Лам Сон Тан Хоа Виетнам, а през 2018 г. е начело на АПР Руанда като печели шампионска титла на Руанда с тима през 2017/18.
През декември 2018 г. е назначен за консултант в ЦСКА, а след напускането на Любослав Пенев на 3 май 2019 г. е консултант на Добромир Митов заедно с Димитър Пенев, но на практика е старши треньор заедно с Добромир Митов. На 4 юни 2019 г. е потвърдено оставането му в треньорския щаб на ЦСКА за сезон 2019/20. На 21 юли 2019 г. е назначен еднолично за старши треньор на ЦСКА. Подава оставка на 2 октомври 2019 и напуска поста старши треньор на ЦСКА. На 12 януари 2021 се завръща начело на Тан Хоа Виетнам. На 9 януари 2023 е назначен за спортен директор на Литекс Ловеч. От 16 март 2023 е отново и старши треньор на Литекс Ловеч.

## Успехи

### Като треньор
Спартак Суботица
- Шампион на Югославска Втора лига (1): 1988

 Войводина
- Шампион на Югославия (1): 1989

  Цървена звезда
- Носител на КЕШ (1): 1990/91
- Шампион на Югославия (2): 1991, 1995
- Носител на Купата на Югославия (2): 1995, 1996

 Левски София
- Шампион на България (1): 2000/01

 Литекс Ловеч
- Носител на Купата на България (1):2003/04

 Гуан Пекин
- Носител на Купата на Китай (1): 2003

 АПР
- Шампион на Руанда (2): 2013/14, 2017/18

 Лам Сон Тан Хоа
- Вицешампион на Виетнам (1): 2017